# Valdichiana rosso
Il Valdichiana rosso è un vino DOC la cui produzione è consentita nelle province di Arezzo e Siena.

## Caratteristiche organolettiche
- colore: rosso rubino brillante, con tendenza al granato in fase di invecchiamento
- odore: vinoso, fruttato, fragrante, fresco di beva se giovane
- sapore: sapido, vivo, armonico, fresco di beva se giovane

## Produzione
Provincia, stagione, volume in ettolitri
- nessun dato disponibile